# Боинг B-29
B-29 Superfortress (в превод от английски: „Суперкрепост“) е американски стратегически тежък бомбардировач, разработен в началото на 1940-те години и произвеждан в периода 1943 – 1946 г. Счита се за най-добрия бомбардировач, разработен и използван през Втората световна война.
B-29 получава световна известност, след като през август 1945 г. самолети от този тип участват в атомната бомбардировка на японските градове Хирошима и Нагасаки. Бомбардировачите „Superfortress“ се използват и по време на Корейската война (1950 – 1953).
Съветският бомбардировач Ту-4 е нелицензирано копие аналог на B-29.
Програмата за проектиране и произвеждане на бомбардировача струва 3 млрд. щатски долара (по-скъпа дори от проекта „Манхатън“ – 1,9 млрд. долара), което я прави най-скъпата програма през Втората световна война. Компанията на Асен Йорданов е избрана за изготвяне на наръчниците за В-29 Superfortress.
Самолетът е изведен от експлоатация през 1960-те години, след като от него са построени 3970 бройки. В днешно време от него са запазени над 20 бройки, но само два от тях са годни за летене.

## Разработка
В навечерието на Втората световна война, въздушните сили на САЩ заключват, Боинг B-17, който по това време е главният стратегически бомбардировач на САЩ, би бил неадекватен за Тихоокеанския театър на военните действия, който изисква бомбардировач, способен да пренася по-голям боен заряда на повече от 4800 km.
В отговор, Боинг започват работа по херметизирани бомбардировачи с голям обсег през 1938 г. Дизайнът на техния Модел 334 представлява херметизиран вариант на B-17 с колесник под носа. Макар въздушните сили да не разполагат със средства за финансиране на дизайна, Боинг продължават разработването му със собствени пари. През април 1939 г. Чарлз Линдберг убеждава генерал Хенри Арнолд да произвежда нови бомбардировачи в големи бройки, с цел противопоставяне на германското производство. През декември 1939 г. въздушните сили издават формалните спецификации на т. нар. „супербомбардировач“, който трябва да може да достави 9100 kg бомби на мишена на разстояние 4292 km със скорост 640 km/h.
Боинг завършва своя Модел 345 на 11 май 1940 г., съревновавайки се с проектите на Consolidated Aircraft, Lockheed Corporation и Douglas Aircraft Company. Douglas и Lockheed скоро изоставят работата по дизайните си, но Боинг получават поръчка за два летящи прототипа с обозначение XB-29, както и за въздушна рамка за статични опити на 24 август 1940 г., като на 14 декември е добавено изискване за трети летящ самолет. Consolidated Aircraft продължават разработката си на Модел 33, тъй като въздушните сили гледат на него като на план „Б“ в случай, че се установят проблеми в проекта на Боинг. Боинг получава първоначална поръчка за 14 тестови самолета и 250 бомбардировача през май 1941 г., като бройката е увеличена до 500 през януари 1942 г. Новият B-29 разполага с фюзелажен дизайн с кръгло напречно сечение за издръжливост. Необходимостта от херметизиране на кокпита прави B-29 един от много малкото американски военни самолети през войната, които нямат отделно предно стъкло за пилотите.
Производството на бомбардировача се оказва сложна задача. То включва четири основни завода: в Рентън (Вашингтон), Уичита (Канзас), Мариета (Джорджия) и Омаха (Небраска). Хиляди фирми подизпълнители са наети за проекта. Първият прототип извършва първия си полет от летището на Боинг в Сиатъл на 21 септември 1942 г. Комбинираните ефекти на силно усъвършенствания дизайн на самолета, предизвикателните изисквания, огромния натиск за производство и бързата разработка водят до неуспехи. Вторият прототип, който вече е снабден с отбранително въоръжение (за разлика от първия), лети на 30 декември 1942 г., като полетът приключва преждевременно, поради избухването на сериозен пожар в един от двигателите. На 18 февруари 1943 г. вторият прототип отново се запалва, като този път се разбива. В катастрофата загива пилота Едмънд Алън и 10-членният му екипаж, както и 20 работници в месокомбината на земята и сиатълски пожарникар. Промените по произвежданите бройки се въвеждат толкова често, че в началото на 1944 г. самолетите летят директно от производствените линии към депата за модификации за обстойно преустройство, където са снабдявани с последните промени. Някои депа нямат достатъчно големи хангари, в които да се побират гигантските B-29, което изисква работа навън в зимни условия, което допълнително забавя доставянето на модификациите. Към края на 1943 г. са доставени почти 100 самолета, от които само 15 са годни за експлоатация във въздуха. Това води до намеса от страна на генерал Хенри Арнолд, който изпраща производствените кадри от заводите към депата за модификации, с което се ускорява наличието на достатъчно самолети за въоръжаване на първите бомбардировъчни групи. Така, 150 самолета са модифицирани в рамките на пет седмици между 10 март и 15 април 1944 г.
Най-честата причина за проблеми при поддръжката и катастрофални повреди се оказват двигателите. Макар звездообразните двигатели Wright R-3350 Duplex-Cyclone по-късно да стават доста надеждни при големите самолети, ранните им модели са обсипани с опасни проблеми с надеждността. Проблемът не е напълно отстранен, поради което самолетите по-късно започват да се снабдяват с по-мощните Pratt & Whitney R-4360 Wasp Major в хода на програмата B-29D/B-50, която обаче закъснява прекалено много за Втората световна война. Временните мерки включват маншети, поставени върху лопатките на витлото, за да се отклонява по-голям поток от охлаждащ въздух към отворите, които са имали прегради, монтирани за насочване на въздушния поток към изпускателните клапани. Потокът на маслото към клапаните също е увеличен, около гумените фитинги на буталните пръти са поставени азбестови прегради, за да се спре изтичането на масло, обстойните предполетни инспекции засичат хлабавите клапани, а най-горните пет цилиндъра се сменят често (на 25 работни часа на двигателя), както и целите двигатели (на 75 работни часа).
Пилотите, включително тези на последните две оцелели бройки B-29 до днес, описват излитането като борба за скорост. Звездообразните двигатели се нуждаят от достатъчен въздушен поток за да се охлаждат, а неуспехът да се набере скорост достатъчно бързо може да доведе до спиране на двигателя и опасност от пожар.
В хода на военните действия, B-29 е способен да лети на надморска височина до 9710 m със скорост 560 km/h. Това е и най-голямата защита на самолета, тъй като японските изтребители едвам се изкачват на такава височина и малцина могат да достигнат бомбардировачите. Само най-тежките противовъздушни оръдия могат да ги достигнат, но тъй като силите на оста не разполагат с радиовзриватели, поразяването на самолетите от земята се оказват доста трудна задача.
B-29 разполага с четири дистанционно управляеми кули, всяка снабдена по две картечници M2 Browning. Всички оръжия са с оптично прицелване, улеснявано от аналогова електроника. В носа и опашката на самолета са разположени пет взаимосвързани визьора. Пет аналогови компютъра на General Electric (по един за всеки визьор) повишава прицелване на оръжията, макар и на цената на по-малка въздушна скорост и по-високи температура и влажност. Освен това, компютрите позволяват на един картечар да работи с две или повече кули едновременно. Първите модели на самолета има и единично оръдие в кулата на опашката, но при по-късните модели то е премахнато или заменено от картечница.
В началото на 1945 г. генерал-майор Къртис Лемей, командващ група бомбардировачи на Марианските острови, нарежда повечето от отбранителното въоръжение на самолетите да бъде премахнато. В резултат на това, самолетите могат да пренасят повече гориво и бомби. По-лекото въоръжение става възможно след промяна на мисиите от дневни на голяма височина с осколъчно-фугасни бомби към нощни на малка височина със запалителни бомби. След това е произведена серия от 311 бройки B-29B, при които повечето кули, с изключение на тази на опашката, са премахнати. Повечето от тях служат в Гуам.
За пръв път екипажът на съюзнически бомбардировач може да се наслаждава на напълно херметизирания комфорт. Бомбеното отделение е оставено нехерметизирано. Създаден е тунел, по който екипажът може да преминава от предния херметизиран отсек към задния такъв.

## Варианти
Вариантите на B-29 са сходни на външен вид, но има различна разпереност. Например, крилата на B-29A-BN използват различен процес на сглобяване и са с около 30 cm по-дълги от останалите. B-29B-BA тежат по-малко, тъй като са с намалено въоръжение. Въвеждани са промени и в двигателния пакет, включително вида на витлата. Допълнителни разлики са внасяни по оборудването на самолетите, в зависимост от ролята им в мисиите, които изпълняват. Така например, те служат и като: товарни превозвачи, спасителни самолети, метеорологични апарати, обучителни самолети и въздушни танкери. Някои от тях дори участват в експеримент за предаване на телевизия от самолети.
Вариантът B-29D постепенно води до XB-44 и впоследствие до семейството Боинг B-50.
Друга роля на самолета е като кораб майка – той е модифициран със съоръжения, които да позволят пренасянето на малки експериментални самолети (например McDonnell XF-85 Goblin или Republic F-84 Thunderjet). Използва се и за разработката на програмата за далечно радиолокационно откриване и управление. B-29 се използва и за въздушното изстрелване на първия свръхзвуков самолет Bell X-1. Някои B-29 са модифицирани така, че върху тях да се тестват различни нови системи или специални условия, включително системи за управление на огъня, операции при студено време и различни конфигурации на въоръжение. Няколко B-29 са използвани за експерименти с въздушно презареждане на гориво и са преобозначени като KB-29. Важни тестове се провеждат и с XB-29G, които пренасят прототипи на реактивни двигатели в бомбените си отсеци, спускат ги във въздуха и правят измервания.

## Потребители
- САЩ;
- Великобритания – 87 бройки, взети назаем от САЩ;
- Австралия – 2 изпитателни бройки, взети назаем от Великобритания;
- СССР – три самолета, кацнали аварийно в страната по време на Втората световна война, които така и не са върнати, а дизайнът им е копиран за създаването на съветския Ту-4.

## Спецификации (B-29)
Основни характеристики
- Екипаж: 11 души (пилот, втори пилот, навигатор, бомбардир, летателен инженер, радиооператор, радист, артилеристи ×4)
- Дължина: 30,18 m
- Разпереност: 43,05 m
- Височина: 8,46 m
- Площ на крилете: 161,3 m2
- Тегло празен: 33 793 kg
- Тегло зареден: 54 431 kg
- Максимално тегло за излитане: 60 555 kg
- Съотношение: 11,5
- Задвижване: 4 × Wright R-3350-23 Duplex-Cyclone 18-цилиндрови турбокомпресорни радиални бутални двигателя, 2200 к.с. (1600 kW) всеки

Експлоатационни качества
- Максимална скорост: 575 km/h
- Крайцерска скорост: 350 km/h
- Обсег: 5230 km
- Таван на изкачване: 9710 m
- Скорост на изкачване: 4,6 m/s

Въоръжение
- Оръдия: 8 или 10× 12,7-mm картечници Браунинг на дистанционно управляеми кули
- Бомби: общо 2300 kg на 2600 km при голяма височина, 5400 kg на 2600 km при средна височина, 9100 kg на малки разстояния при малка височина